# Rio Fortuna
Rio Fortuna es un municipio brasileño del estado de Santa Catarina. Tiene una población estimada al 2021 de 4 630 habitantes.

## Etimología
Junto a los primeros inmigrantes que llegaron a colonizar la región de Río Fortuna, también hubo azorianos. Procedentes de São Pedro do Capivari, estos pioneros tenían su sustento en la caza, abundante en la región. Se dice que fue en una de estas cacerías que se originó el nombre de la ciudad.
En ese momento, topógrafos de la Empresa de Terras e Colonização estaban en la región para demarcar las tierras para los colonos. Con la ayuda de los cazadores, los topógrafos mataron dos tapires. Los animales cayeron al río, que hasta ese momento no tenía nombre. Ante la hazaña, los cazadores exclamaron: Glückfluss (¡Qué Fortuna! Río de la Suerte). Así el río recibió el nombre de Fortuna que luego sería el nombre de la ciudad.

## Historia
Los indígenas de la tribu Xokleng habitaron el lugar antes de la colonización.
Los primeros colonos en llegar al sitio fue en 1872, con migrantes de São Bonifácio, y en menor medida, descendientes de alemanes de Anitápolis, Tubarão y São Pedro do Sul (actual Armazém).
El 15 de abril de 1909, Rio Fortuna pasó a ser distrito del municipio de Imaruí. Luego en 1921, pasó a pertenecer a Tubarão.
Con la creación del municipio de Braço do Norte en 1953, Rio Fortuna pasó a formar parte del nuevo municipio. Su emancipación llegó el 21 de junio de 1958.